# Stadtteilfriedhof Nackenberg

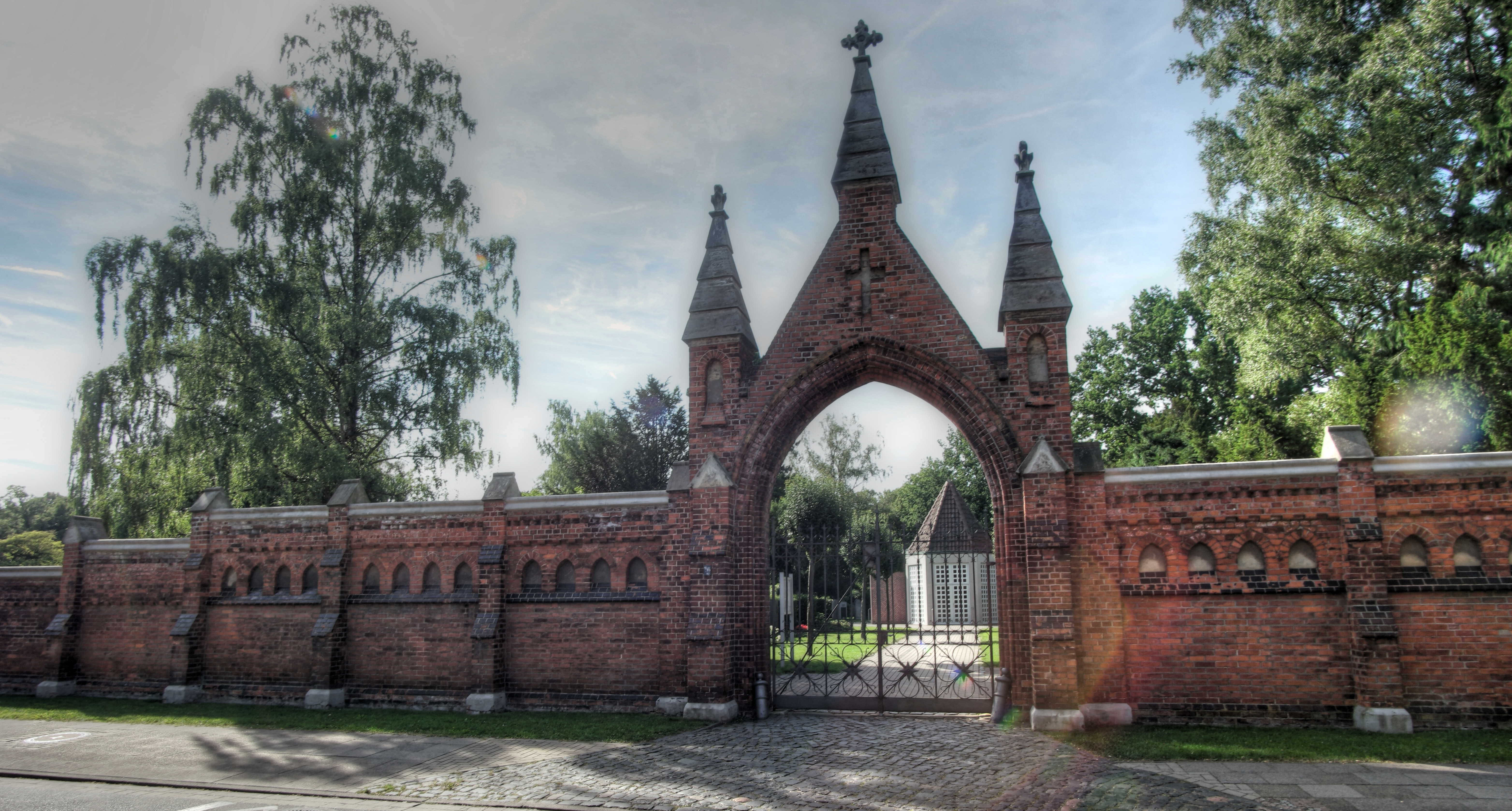
Das denkmalgeschützte gotisierende Backstein-Portal des Nackenberger Friedhofes, im Hintergrund die teilmodernisierte Kapelle

Der Stadtteilfriedhof Nackenberg in Hannover ist eine Ende des 19. Jahrhunderts angelegte und heute denkmalgeschützte Friedhofsanlage im hannoverschen Stadtteil Kleefeld. Die heute rund 1,4 Hektar große Grünfläche findet sich unter der Adresse Blumhardtstraße 10 Ecke Freda-Niemann-Straße.

## Geschichte und Beschreibung
Zur Zeit des Königreichs Hannover und bis in das Jahr 1867 wurden die Bewohner Kleefelds auf dem Gartenfriedhof an der Marienstraße bestattet. Doch erst 1886 erhielt Kleefeld einen eigenen Friedhof.
Der Friedhof hinter einer Backsteinmauer mit seinem gotisierenden hohem Eingangsportal wurde 1886 eröffnet. Aus der Anfangszeit des Friedhofes stammt auch der älteste erhaltene Grabstein, der um 1888 für August Gebhardt und dessen Gemahlin Sophie geschaffen wurde.
Im Laufe seiner Geschichte wurde der Friedhof mehrfach umgestaltet. Zuletzt präsentierte er sich als nahezu rechtwinklige Fläche, die jeweils mittig durch zwei Wege-Geraden in vier symmetrische Rechtecke geteilt wird, auf deren Berührungspunkt sich die in Teilen modernisierte Kapelle erhebt.
1972 wurde die Belegung eingeschränkt, nur noch vereinzelt fanden Beerdigungen in den rund 750 Grabstätten statt. Die historischen Gräber sollten nach Möglichkeit erhalten bleiben und waren durch die Landeshauptstadt Hannover zeitweilig unter die Verwaltung durch den Stadtfriedhof Seelhorst gestellt.
Ab dem Ende des 20. Jahrhunderts bemühte sich die Gemeinde der Petrikirche rund elf Jahre lang um eine Neueröffnung des Nackenberger Friedhofes, scheiterte jedoch lange an den Bedenken der hannoverschen Stadtverwaltung, da die fünf großen städtischen Friedhöfe mit Gesamtkosten von 13 Millionen Euro (Stand: 2010) in Hannover bereits für eine Einwohnerzahl von rund 700.000 Menschen ausgelegt worden waren – und hierzu insgesamt sieben kleinere Friedhöfe im Stadtgebiet stillgelegt worden waren. Erst nachdem die Kleefelder Bürger rund 76.000 Euro an Spenden gesammelt hatten und der Rat des Stadtbezirkes Buchholz-Kleefeld einem entsprechenden Antrag der CDU positiv zustimmte, konnte Ende 2010 ein Vertrag über eine Selbstverwaltung des Stadtteilfriedhofs Nackenberg ausgehandelt werden.
Die Friedhofsglocke, die am Eingang des Friedhofs steht, wurde am 30. September 2022 eingeweiht. Sie wurde von Spenden finanziert.
Ganz in der Nähe findet sich der Friedhof des Stephansstiftes, der zum Besitz des Stiftes zählt.

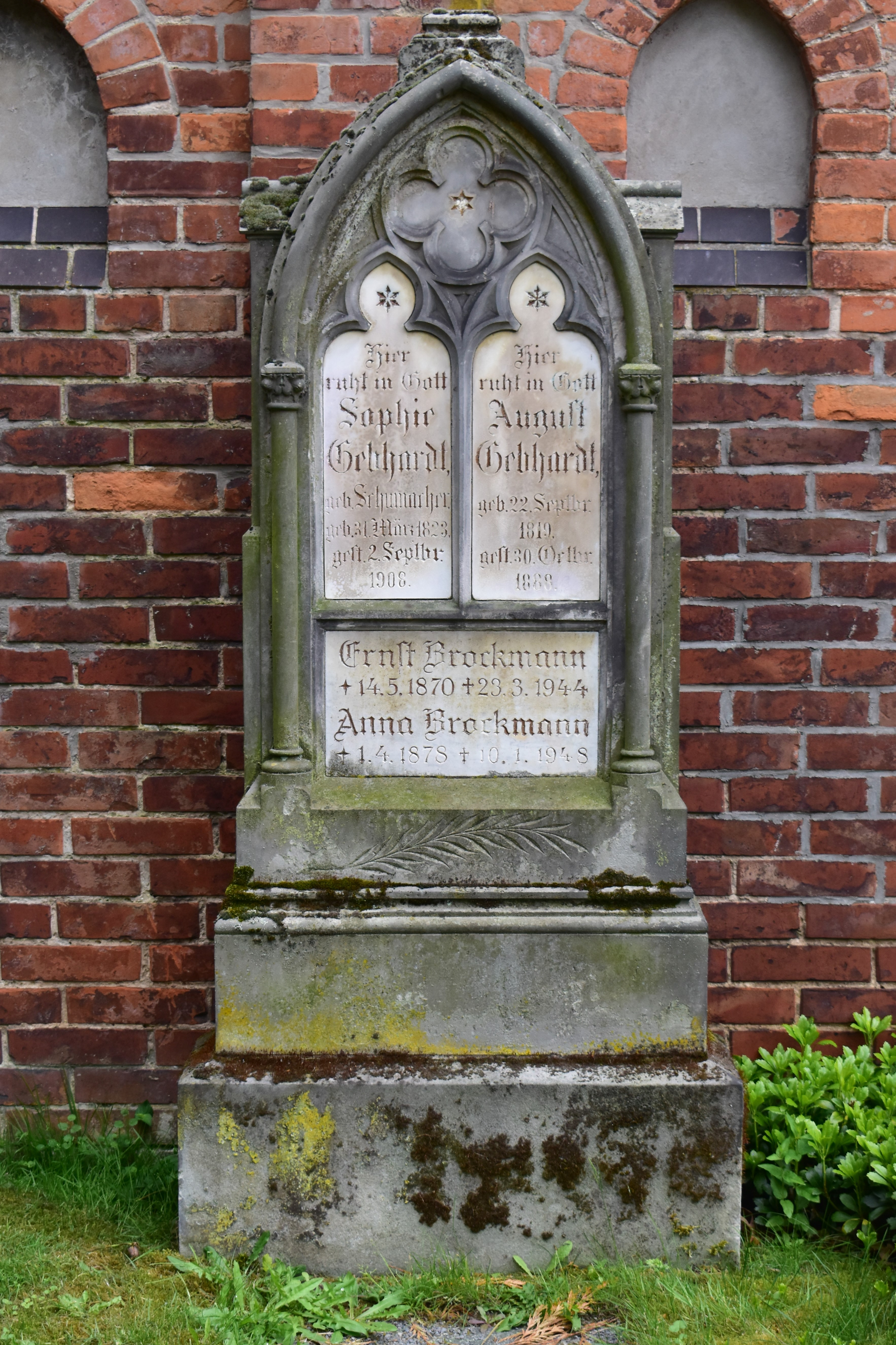
Ältestes Grabmal auf dem Stadtteilfriedhof Nackenberg an der Mauer südlich des Eingangs

## Bekannte Grabstätten
- Grabstelle für Bruno Valentin[2]
- Grabstelle für Rudolf Meister[7]
- Grabstelle für Albin Karl[7]
- Grabstelle für Adolf Falke[7]
- Grabstein für August (22. September 1819 – 30. Oktober 1888) und Sophie Gebhardt, geborene Schumacher (31. März 1823–2. September 1908), darunter Inschrift für Ernst (14. Mai 1870–23. März 1944) und Anna Brockmann (1. April 1878–10. April 1948) (älteste vorhandene Grabstein)[4][7]
- Familiengrab des Bienenforschers Georg-Heinrich Lehzen[8]